# Мохаммед Хассан
Мохаммед Хассан (араб. محمد حسن, 5 лютого 1905 — 16 лютого 1973) — єгипетський футболіст, що грав на позиції нападника за клуб «Аль-Масрі», а також національну збірну Єгипту.

## Клубна кар'єра
У футболі відомий виступами у команді «Аль-Масрі». 

## Виступи за збірну
У складі збірної був учасником  футбольних турнірів на Олімпійських іграх 1928 року в Амстердамі і Олімпійських іграх 1936 року у Берліні.
На чемпіонаті світу 1934 року в Італії зіграв проти збірної Угорщини (2-4)
Помер 16 лютого 1973 року на 69-му році життя.